# 长柄海岛越桔
长柄海岛越桔（学名：[Vaccinium wrightii var. formosanum] 错误：{{Lang}}：文本有斜体标记（帮助））为杜鹃花科越桔属下的一个变种。

## 扩展阅读
- 維基物種上的相關：长柄海岛越桔